# Tabulka hodností (Ruské impérium)
Tabulka hodností (rusky Табель о рангах всех чинов воинских, статских и придворных, krátce často Табель о рангах) představovala seznam, který se snažil nově klasifikovat ruskou státní správu do celkem čtrnácti hodnostních tříd. Byla zavedena carem Petrem I. Velikým 24. ledna 1722 a platila s některými změnami až do konce Ruské říše v roce 1917.
Tabulka hodností nově systematizovala vojenské a námořní, dvorské a civilní hodnosti do 14 hodnostních tříd a položila základ pro profesionalizaci ruské státní správy, která měla doposud polofeudální charakter postavený na dědění úředních funkcí, polosoukromé armádě a „privatizaci“ výkonu státní správy (viz například: kormlenie). Petr I. Veliký chtěl tímto způsobem zefektivnit a zracionalizovat ruský stát. Tabulka hodností určovala pozici, plat, výši penze, barvu uniformy a distinkce každého státního úředníka.
Tabulka rozdělovala ruskou státní správu do celkem tří kategorií:
- vojenské a námořní hodnosti
- dvorské hodnosti
- civilní hodnosti

Její zavedení rovněž stanovovalo novou praxi v přístupu k civilním úřadům a v armádě, která více zdůrazňovala vzdělání a individuální schopnosti a zvýhodňovala je před stavovským původem. Od VIII. hodnostní třídy získával její držitel dědičný šlechtický titul, čímž se například zvyšovala jeho šance přístupu ke dvoru.
Tabulka také stanovovala typy oslovení ve společenském styku. Držitelé hodností XIV. – IX. třídy byli oslovováni titulem „Vaše blahorodí“, držitelé hodností VIII. – VI. třídy titulem „Vaše vysokoblahorodí“, držitelé hodností V. třídy „Vaše vysokorodí“, držitelé IV. – III. třídy „Vaše excelence“ a konečně držitelé hodností II. – I. třídy titulem „Vaše vysoká excelence“.
| Třída       | Civilní hodnosti                                                                                                 | Vojenské hodnosti                                                                   | Dvorské hodnosti |
| ----------- | --- | ----------------------------------------------------------------------------------- | --- |
| I. třída    | státní sekretář skutečný tajný rada I. třídy                                                                     | generál-polní maršál generál admirál                                                | není |
| II. třída   | skutečný tajný rada vicekancléř                                                                                  | generál infantérie kavalérie artilérie inženýr-generál admirál                      | vrchní komoří vrchní maršálek vrchní šenk vrchní hofmistr vrchní stájník vrchní ceremoniář vrchní stolník vrchní lovčí |
| III. třída  | tajný rada | generálporučík viceadmirál                                                          | maršálek komoří hofmistr stájník lovčí                                                                                 |
| IV. třída   | skutečný státní rada                                                                                             | generálmajor                                                                        | komorník |
| V. třída    | státní rada | vrchní štábní válečný komisař (do r. 1884)                                          | ceremoniář mladší komorník                                                                                             |
| VI. třída   | kolegiální rada vojenský rada                                                                                    | plukovník kapitán 1. třídy u (nám.) vrchní válečný komisař (do r. 1884)             | komorník-podkovář |
| VII. třída  | naddvorní rada                                                                                                   | podplukovník kapitán 2. třídy (nám.) kapitán pěchotní stráže rotmistr jízdní stráže | není |
| VIII. třída | kolegiální asesor                                                                                                | rotmistr kapitán esaul                                                              | titulární komorník |
| IX. třída   | titulární rada                                                                                                   | štábní kapitán setník (u kozáků) poručík (u nám.)                                   | není |
| X. třída    | kolegiální sekretář                                                                                              | poručík lodní poddůstojník                                                          | dvorní kurýr |
| XI. třída   | lodní sekretář                                                                                                   | lodní sekretář (u nám.)                                                             | není |
| XII. třída  | guberniální sekretář                                                                                             | podporučík pěchoty kornet u kavalérie praporčík (u kozáků)                          | cukrář komorník večeře                                                                                                 |
| XIII. třída | kabinetní registrátor provinciální registrátor senátní registrátor (po r. 1763) synodní registrátor (po r. 1763) | praporčík pěchoty                                                                   | není |
| XIV. třída  | kolegiální registrátor                                                                                           | po roce 1884 není                                                                   | není |

Mimo 14 tříd této tabulky byly následující hodnosti:
- Výše Tabulky hodností: 1. generalissimus
- Níže Tabulky hodností: 1. podprapočík (u pěchoty, u kozáků), 2. feldvébl, strážmistr, konduktor, 3. starší poddůstojník (starší seržant, do 1798), 4. mladší poddůstojník (mladší seržant, kaprál, do r. 1798)